# 扎爾卡大學

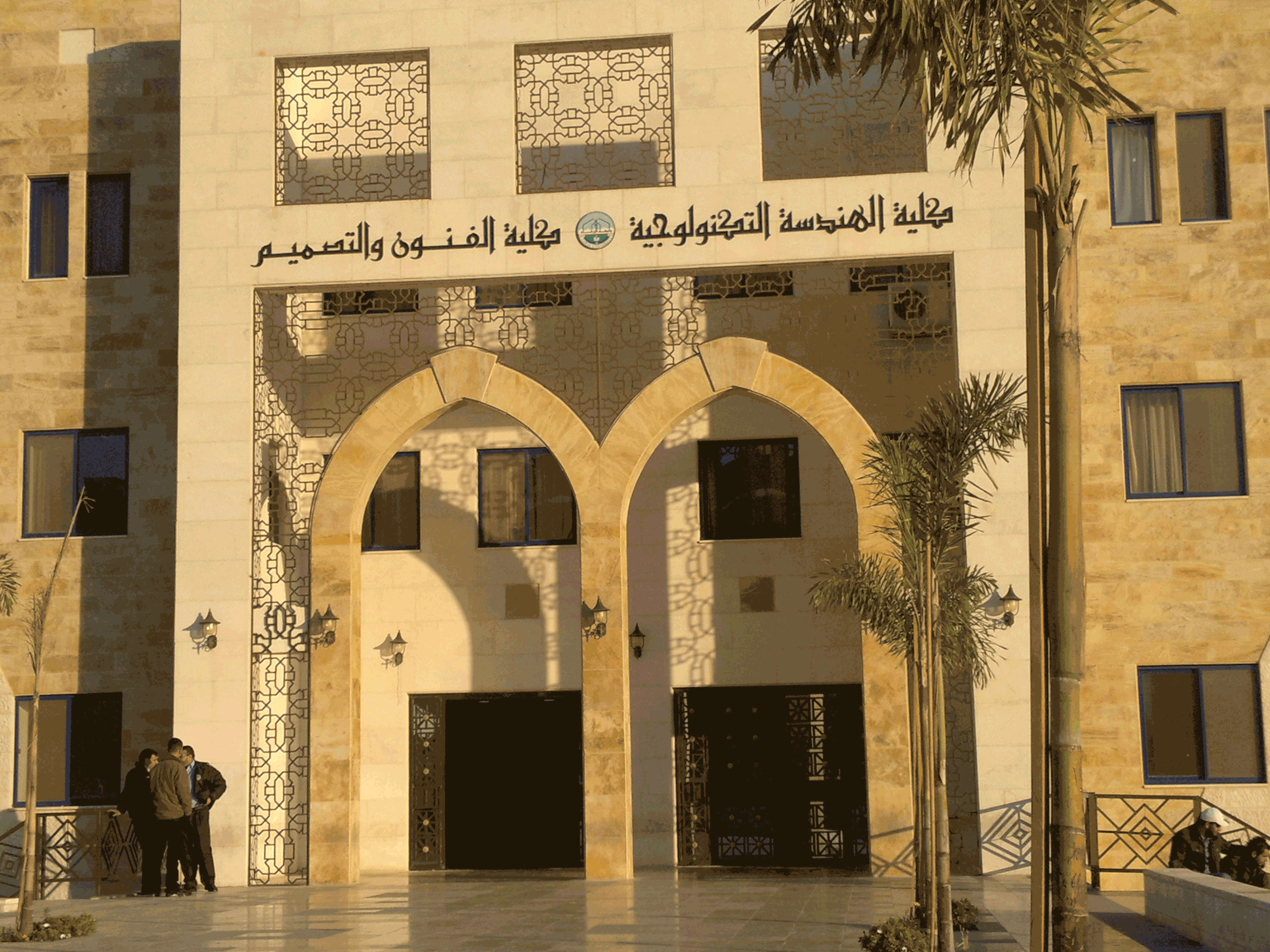
扎爾卡大學艺术学院

扎爾卡大學（阿拉伯语：‎）是约旦扎爾卡省扎爾卡市的一所著名大学。它成立于1994年，大約在市中心以東1公里。在大學的第一學期，只有150名學生。在2013/2014年，43个專科學院學生人數超過9,000人。
該大學校園在阿拉伯大學協會計算與信息社會學院設有總祕書處總部。 它也是國際阿拉伯信息技術會議（ACIT） 总秘书处的永久處所。

## 院部
- 科学与信息技术学院
- 联合医学系
- 经济管理学院
- 艺术学院
- 教育科学学院
- 伊斯兰教法学院（伊斯兰研究）
- 护理学院
- 法学院
- 药学院
- 工学院
- 艺术与设计学院
- 研究生院
- 新闻与大众传播学院研究生